# Kanton Gleizé
Gleizé is een kanton van het Franse departement Rhône. Het kanton maakt deel uit van het arrondissement Villefranche-sur-Saône. Het heeft een oppervlakte van 164.92 km² en telt 32.299 inwoners in 2017, dat is een dichtheid van 196 inwoners/km².

## Geschiedenis
Tot 2000 vielen gemeenten Arnas, Blacé, Cogny, Denicé, Gleizé, Lacenas, Le Perréon, Limas, Montmelas-Saint-Sorlin, Rivolet, Saint-Cyr-le-Chatoux, Saint-Julien, Salles-Arbuissonnas-en-Beaujolais en Vaux-en-Beaujolais onder het kanton Villefranche-sur-Saône maar deze werden afgescheiden om het kanton Gleizé te vormen.
In maart 2015 werden de gemeenten Saint-Étienne-des-Oullières en Saint-Georges-de-Reneins overgeheveld van het kanton Belleville naar Gleizé. De gemeente Cogny werd van het kanton Gleizé overgeheveld naar het kanton Le Bois-d'Oingt. Door deze veranderingen nam het aantal gemeenten in het kanton toe van 14 naar 15.

## Gemeenten
Het kanton Gleizé omvat de volgende gemeenten:
- Arnas
- Blacé
- Denicé
- Gleizé (hoofdplaats)
- Lacenas
- Le Perréon
- Limas
- Montmelas-Saint-Sorlin
- Rivolet
- Saint-Cyr-le-Chatoux
- Saint-Étienne-des-Oullières
- Saint-Georges-de-Reneins
- Saint-Julien
- Salles-Arbuissonnas-en-Beaujolais
- Vaux-en-Beaujolais

Anse · L'Arbresle · Belleville · Brignais · Genas · Gleizé · Mornant · Saint-Symphorien-d'Ozon · Tarare · Thizy-les-Bourgs · Val d'Oingt · Vaugneray · Villefranche-sur-Saône